# Lithophane incognita
Lithophane incognita är en fjärilsart som beskrevs av Butler 1885. Lithophane incognita ingår i släktet Lithophane och familjen nattflyn. Inga underarter finns listade i Catalogue of Life.